# Stadion am Zoo
Lo Stadion am Zoo è un impianto sportivo nella città di Wuppertal che ospita le partite casalinghe del Wuppertaler SV.

## Storia
L'iniziatore del nuovo complesso dello stadio nella città di Elberfeld è stato il vice responsabile e ingegnere civile Friedrich Roth. Lo stadio è stato progettato dagli architetti di Colonia, Theo Nussbaum e Theo Willkens e completato in sei mesi. L'inaugurazione avvenne nell'ottobre del 1924.
Dal 1954, questo stadio, è la sede degli incontri del Wuppertaler SV.
Il 20 marzo 1938, la nazionale tedesca ha giocato qui contro il Lussemburgo davanti a 20.000 spettatori.